# Vepris
Vepris é um género botânico pertencente à família Rutaceae.